# 妙立寺 (湖西市)
妙立寺（みょうりゅうじ）は、静岡県湖西市吉美2745番地にある日蓮宗の本山（由緒寺院）。山号は延兼山。
妙立寺は「紺紙銀界金字法華経全10巻」など、数多くの文化財を蔵している日蓮宗の古刹である。

## 歴史

### 創建
日什上人が豪族佐原常慶と内藤金平の招きと外護を受けて妙立寺を開山した。山号は「延兼山」。
当初の所在地は21世紀現在の静岡県湖西市古見（古称は「吉美東郷小山田」）。妙満寺派に属し京都の妙満寺を総本山とする別格本山のひとつである。後の1941年（昭和16年）に日蓮門下の各派が合同となった際に、身延山を総本山とする日蓮宗に属する1本山となった。

### 中世

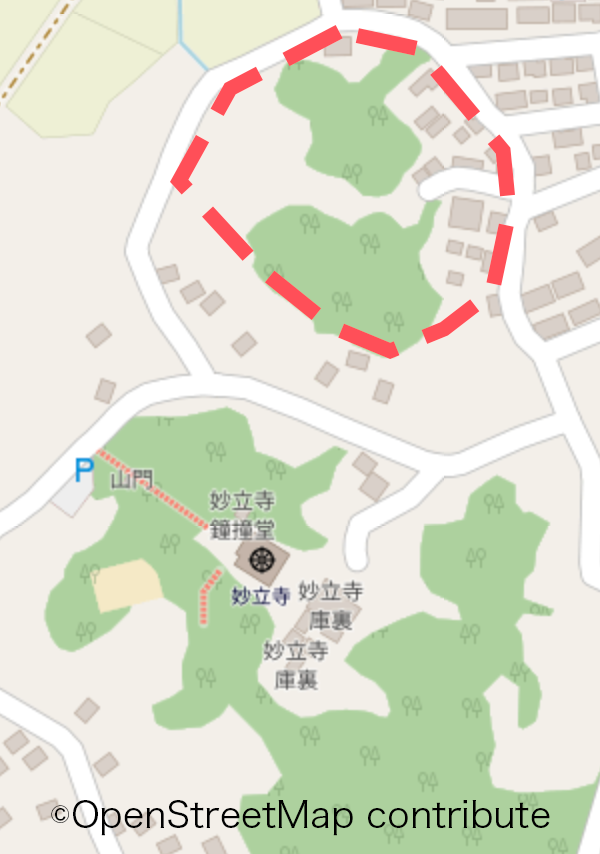
境目城址推定図

永享6年（1434年）、4世上人・日栄の時代に川尻の愛河に居を移し、本堂を建立する。さらに6世上人・日典、7世上人・日受の代に寺観を整えることに努め、十余坊の塔頭を持つ風格を備えた。
大永2年（1522年）、今川氏親が祈願所として13貫文余りを寺領として寄進した。この寺域に永禄10年（1567年）に氏親の境目城が築かれることになったため、現在地に移転し代替地とした。

### 近世
天正2年（1574年）、徳川家康が寺領76石余りを寄進して祈願所とし、以後、代々将軍家から寺領安堵の朱印を与えられる。家康は宇津山城征伐の際に妙立寺を本陣とし、境内には軍旗を掲げた松の跡が記録されている。慶長19年（1614年）に本殿を建立。本殿はその後、延亨4年（1747年）に再建されたものが現存する。

### 近代

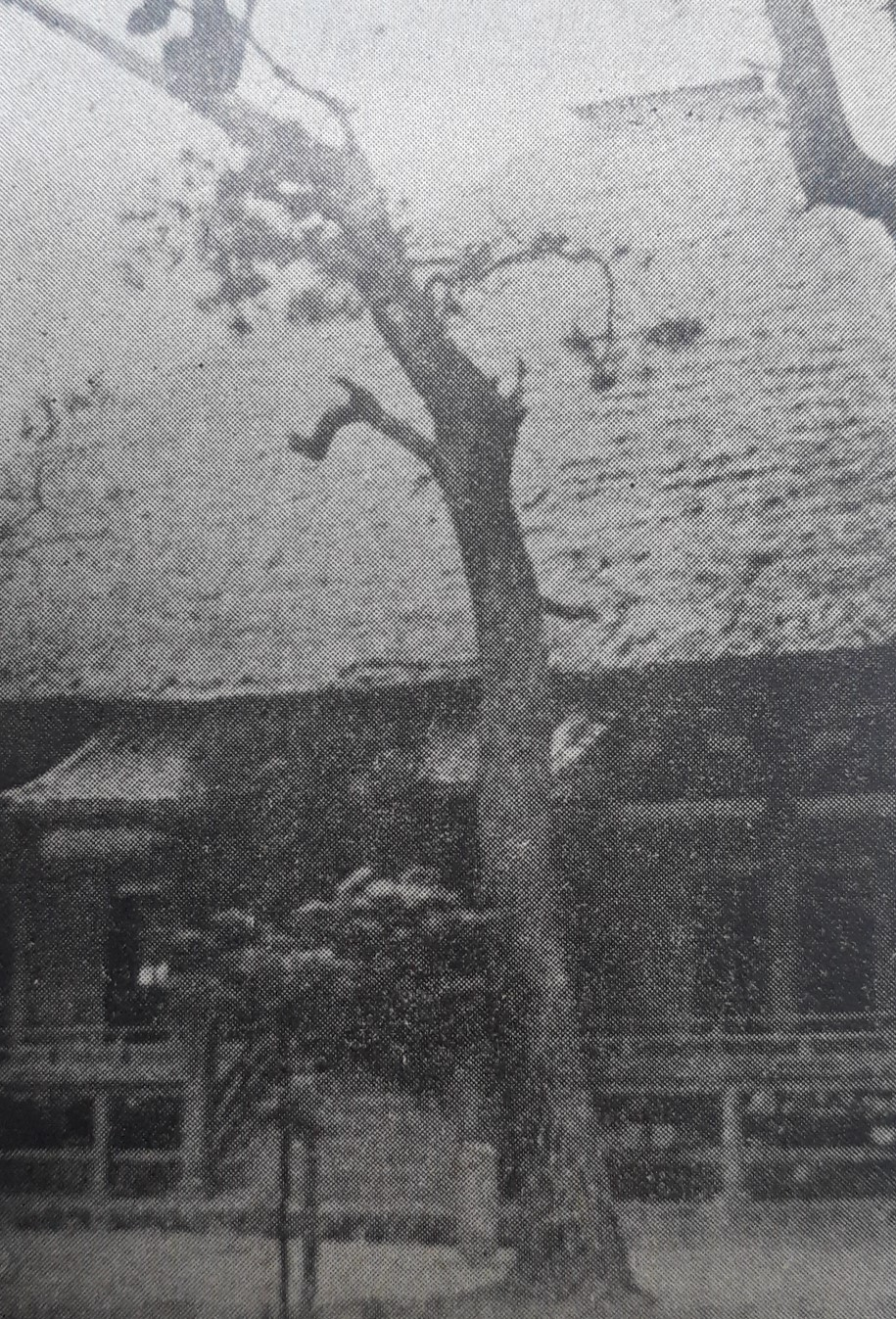
茅葺屋根時代の本堂

1872年（明治5年）に学制が公布された際、妙立寺は客殿を学校校舎として提供するなどし、吉津村の日蓮宗教化に重要な役割を果たした。
1884年（明治17年）、吉美村・鷲津村・古見村・山口村・坊瀬村は妙立寺山内の正住坊に吉美村外4か村戸長役場を設け、同年中には寺域に役場庁舎を新築した。1889年（明治22年）に町村制が施行されると、吉津村は妙立寺の戸長役場を村役場に転用した。
1896年（明治29年）1月には境内に旗建松碑が建立され、石碑の傍らに稚松が植えられた。書は静岡県知事の小松原英太郎である。同年12月29日には方丈から出火し、客殿など複数の棟が焼失した。この際には妙立寺を仮校舎としていた吉美尋常小学校の施設も焼失したため、1897年（明治30年）1月から吉美尋常小学校は塔頭の正住坊と養仙院を教場とした。
屋根の葺き替えに用いる茅の入手が困難となったため、1931年（昭和6年）には屋根を茅葺から銅板葺に改めた。

### 現代
戦前に至るまで顕本法華宗本山であったが、同宗は政府の意向により1941年（昭和16年）の日蓮宗、本門宗と合同した。太平洋戦争後、再独立派の大本山妙満寺、本山妙法寺、本山天妙國寺、本山寂光寺等200箇寺が分離したものの、什門改革派は日蓮宗に残り妙立寺は什門四本山（妙立寺、妙國寺、玄妙寺、本興寺）の一つとなる。なお中間派は単立として現在に至る（品川本光寺等）。日蓮宗に残留した180箇寺は宗内で「日蓮宗什師会」を組織している。
戦時中には梵鐘が金属類回収令によって供出された。1950年（昭和25年）に境内の国有地3113坪の無償授与を受けて、宝蔵を改築し、1954年（昭和29年）に梵鐘を新たに鋳造し、鐘撞堂を再建した。鐘楼は1945年（昭和20年）に日本軍が駐留中に失火したことにより、祖師堂と共に焼失していた。
1954年（昭和29年）3月26日、第44世日行の代に、梵鐘の再鋳・鐘楼の再建落慶供養法会を挙行した。1960年（昭和35年）、彦坂良平によって歴史を編年体でまとめた『妙立寺年譜』が編纂された。
塔頭として正住院、養仙院がある。現住は46世吉塚日心貫首。什師法縁。

## 伽藍

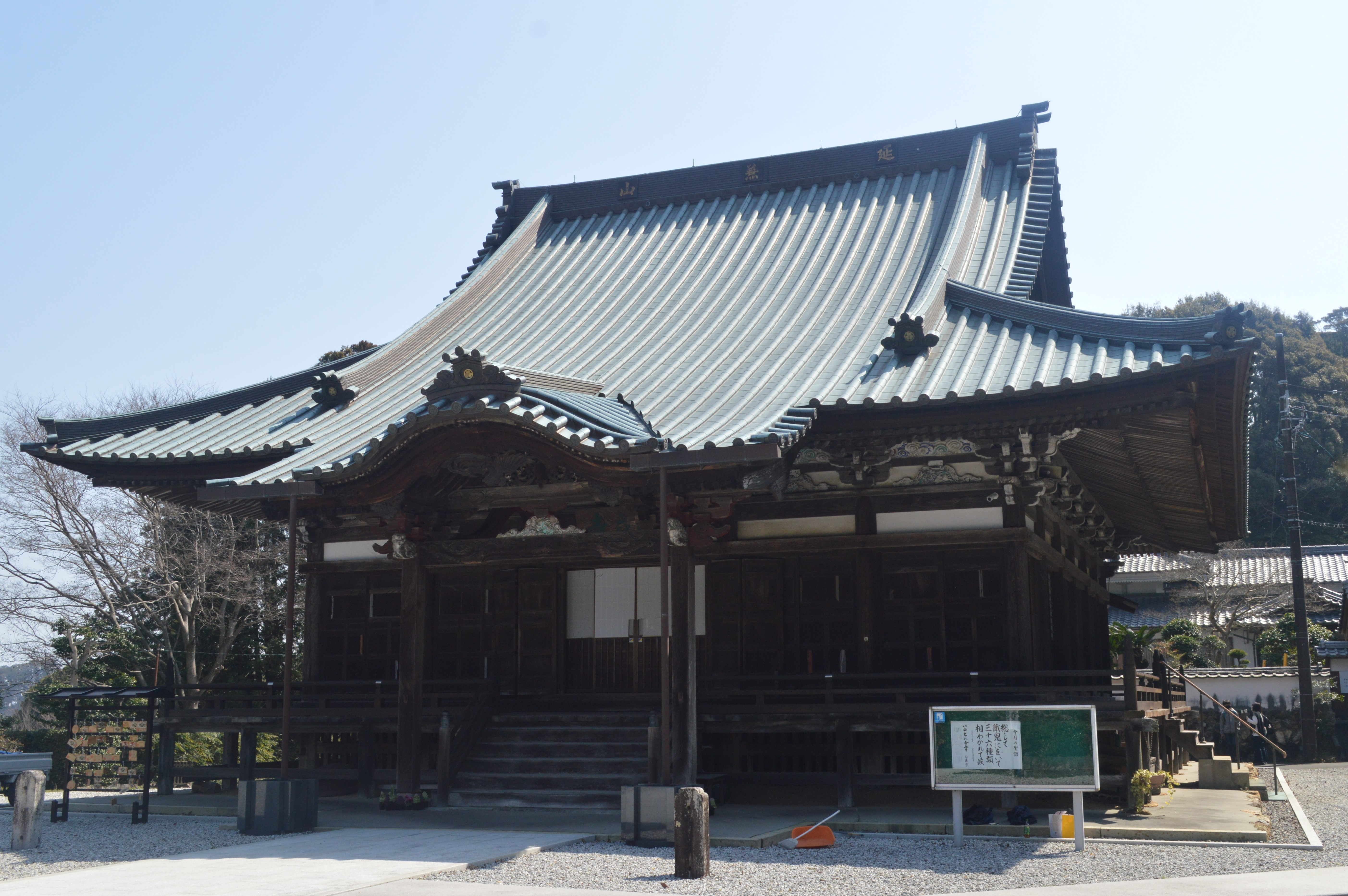
本堂

- 本堂 - 延享4年（1747年）建立。正面9間、側面9.5間、建坪約90坪。1931年（昭和6年）に茅葺から銅板葺に改めた。
- 山門（総門） - 寛文5年（1665年）の再建で、当寺では最古の建造物であり、四脚門・粽柱・唐様・本瓦葺という特徴がある[19]。
- 鐘楼 - 1954年（昭和29年）に梵鐘を再鋳。鋳物師は富山県高岡市の老子次右衛門（老子製作所）[15]。
- 宝蔵
- 庫裏

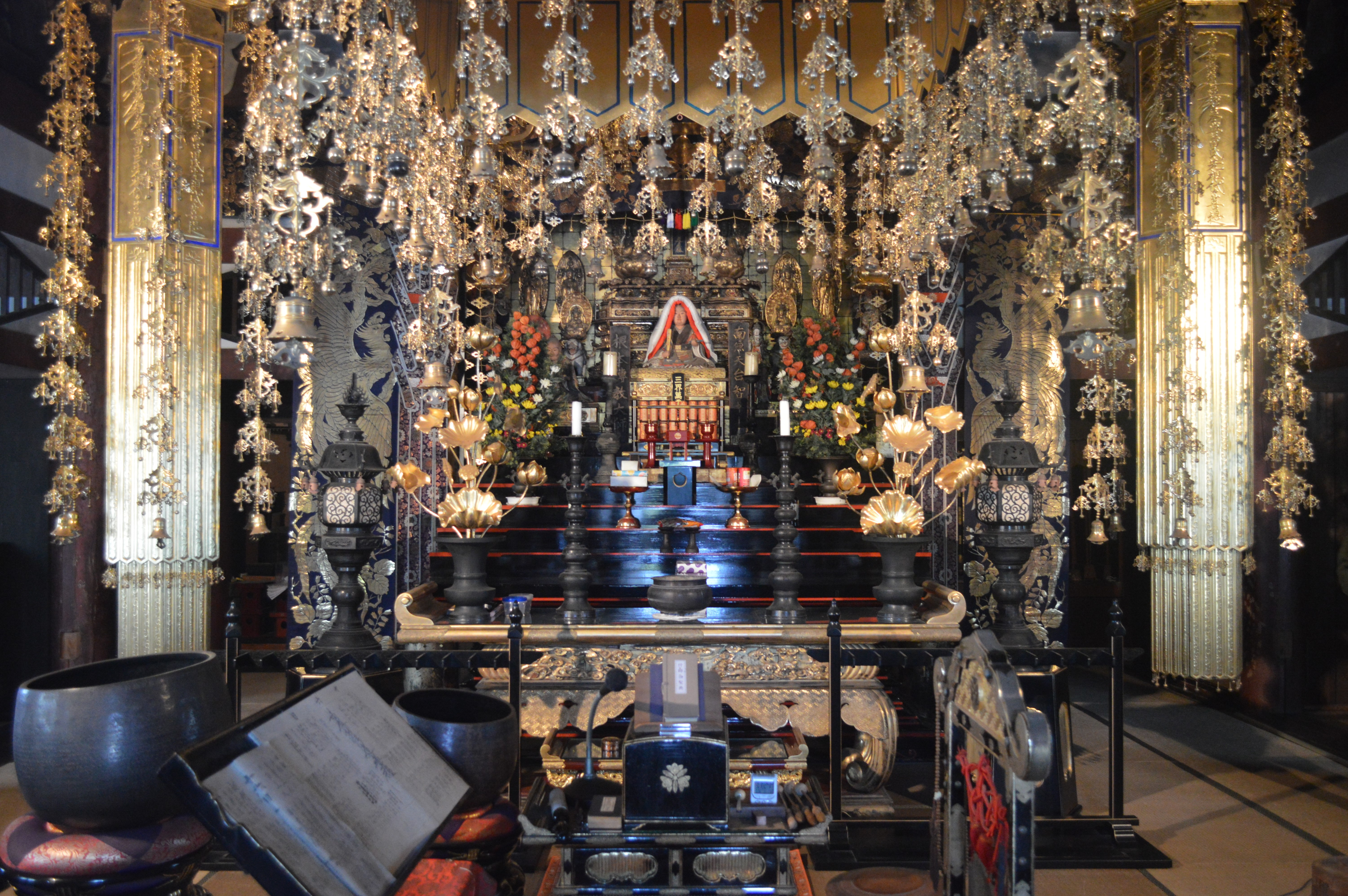
内陣
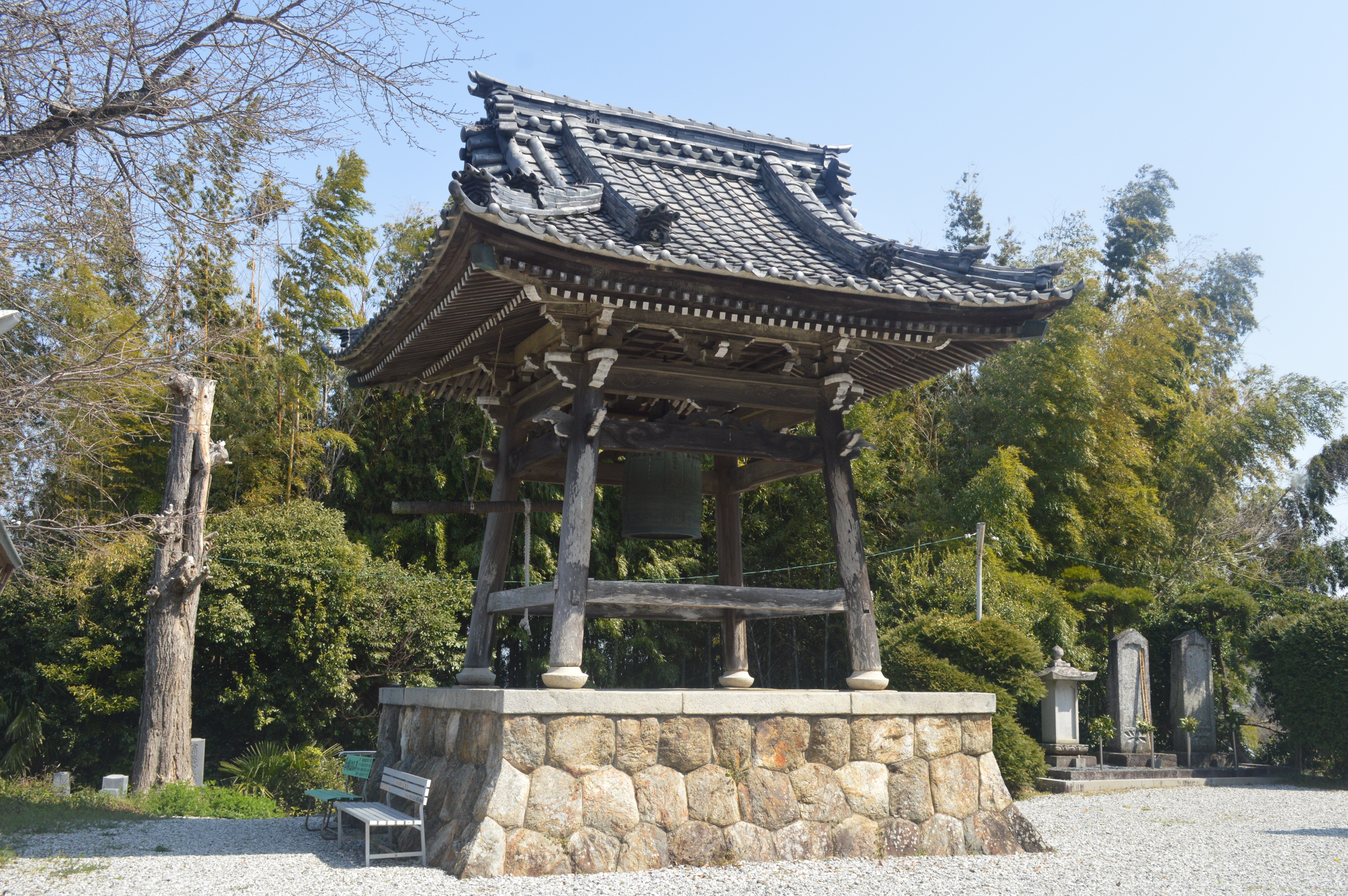
鐘楼

## 文化財

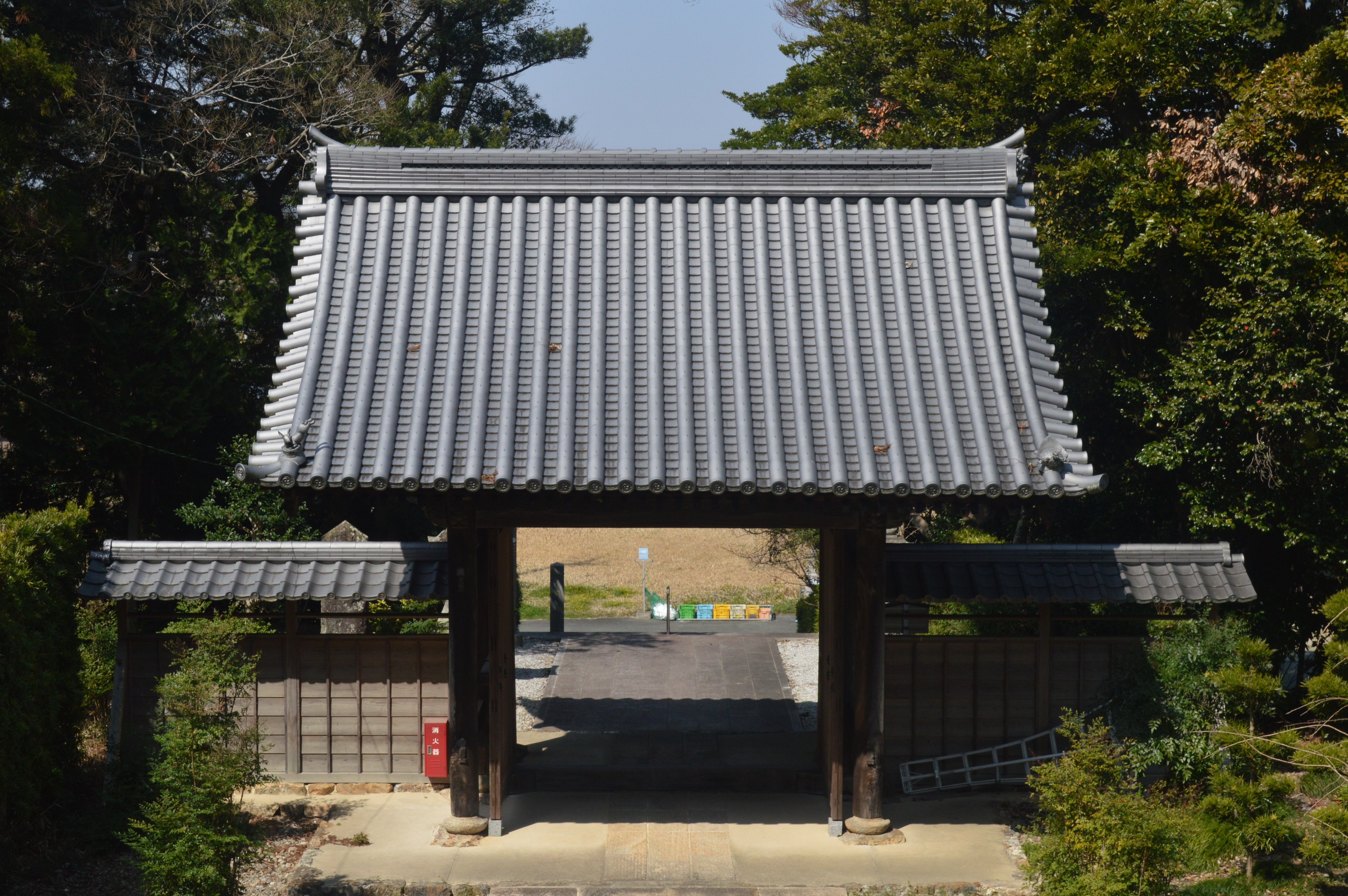
山門（総門）

重要文化財（国指定）
- 紺紙銀界金字法華経（開結共）10巻 保延四年（1138年）五月一六日藤原基衡[20]願経
- 千部一日教の第62部を、藤原基衡が父清衡の菩提のために書写させたものである。[21]

静岡県指定有形文化財
- 絹本著色仏涅槃図 [20]
- 本図は縦164.67cm、横80.85cm。作者は不明、技法として釈迦の袈裟の線は切金が使われている。本図の下部中央に関東公方足利持氏の花押があり、本図は持氏のものと認定された。花押の辺りに「陽山」「道継」の捺印がある。[22][19]

湖西市指定有形文化財
- 山門（総門）[23]（1665年再建）[24]
- 大黒天立像[20]
  - 像高26cm
  - 俵直径9cm
  - 背負袋長さ13cm[19]
- 今川氏真寺領安堵状[20]
- 今川氏真判物[20]

## 口承

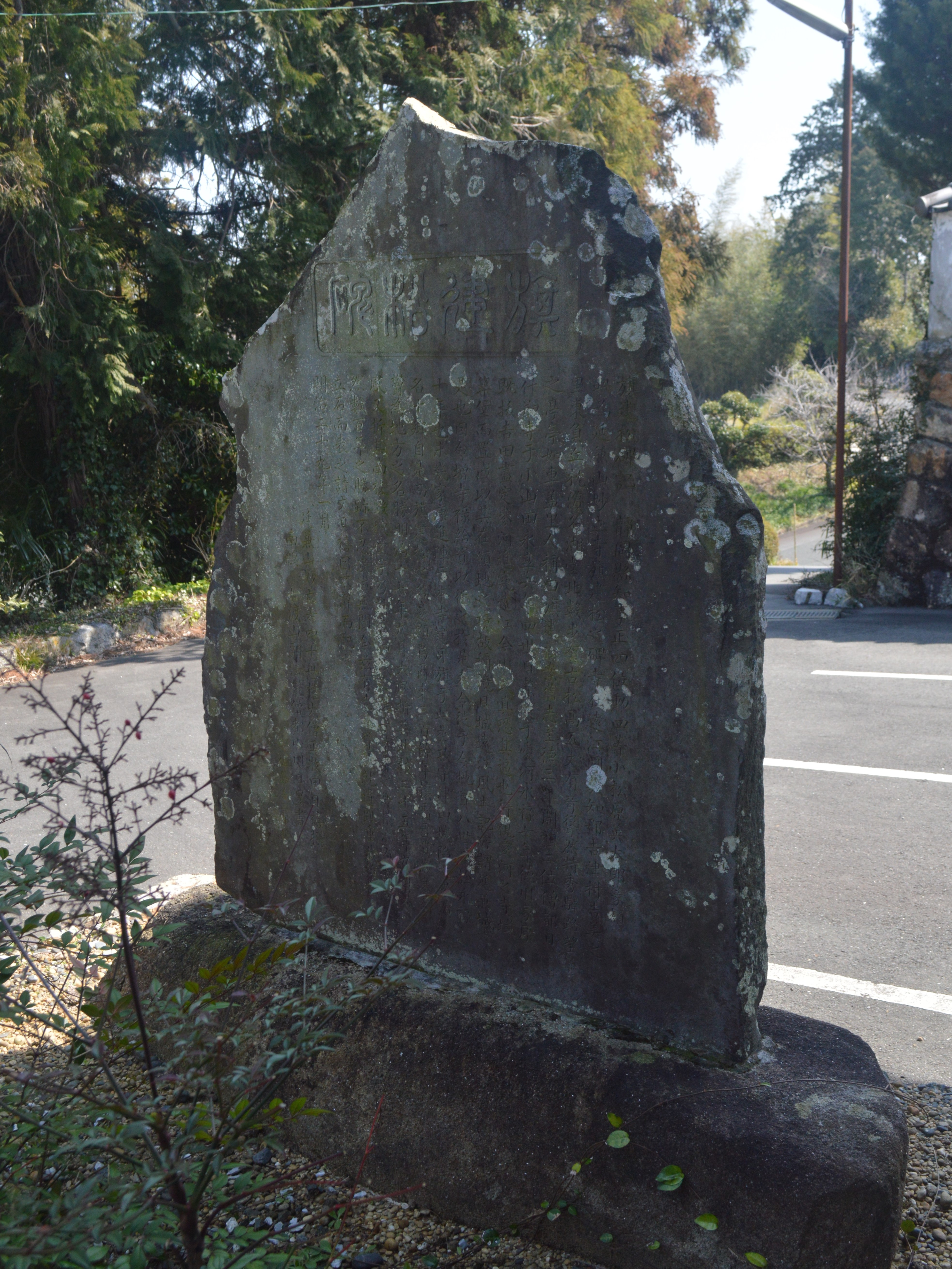
旗建松碑

### 湖に沈んだ鐘
永禄11年（1568年）の徳川家康の遠江侵攻に伴い、徳川四天王と呼ばれたうちの筆頭・酒井忠次を先鋒とする徳川軍は、妙立寺の梵鐘を船に乗せて、入出にある宇津山城を攻めた。この梵鐘は音の良さで知られていたため、味方を鼓舞するために鐘を打ち鳴らして湖上を進軍するのによいと考えられたためだが、途中、新所徳泉寺（21世紀現在の新所女河浦）付近で勢いの余り鐘を湖底に落としてしまったという。その後、引き上げも難しかったことから水中に放置され、天気の良い日には湖中に見られるという伝説となった。
1932年（昭和7年）から1933年（昭和8年）にかけて、浜名湖畔の鷲津を訪れた詩人北原白秋は、この「戦国湖西の国盗り物語」の言い伝えを取材し、湖西民謡『浜名湖セレナーデ』の中に「たとえ沈もうと　いとしの鐘よ　見せておくれよ　湖の底　湖の底」とこの梵鐘を偲び詠った。

### 旗立松
宇津山城攻略に続き、徳川家康の家臣・酒井忠次が笹子鵙ケ原を陣として境目城を一夜で攻め落とした戦に際し、その作戦の成功を喜び、妙立寺の松の老大木に「緋の旗」を建てたと伝わる。この縁により、その松は「旗建松」と呼ばれるようになった。後に伐採されたが、同じ場所に記念碑が建立され、現存する。
この松の由来には諸説あり、「家康が宇津山城征伐のときに軍旗を掲げた」と記載する文献もある。

## 旧末寺
日蓮宗は1941年（昭和16年）に本末を解体したため、現在では、旧本山、旧末寺と呼びならわしている。
- 正住院（湖西市吉美）塔頭
- 養仙院（湖西市吉美）塔頭
- 豊立山妙安寺（湖西市太田）
- 信忠山妙経寺（湖西市新所）
- 清立山妙源寺（湖西市坊瀬）
- 安立山妙泰寺（湖西市白須賀）
- 延龍山妙泉寺（豊橋市二川町字東町）
- 真浄山當行寺（田原市田原町本町）
- 柳橋山法華寺（田原市野田町柳橋）

白須賀の妙泰寺は日蓮宗を名乗るも、住職は顕本法華宗妙満寺貫主に加歴されている。

## 豊田家との関わり

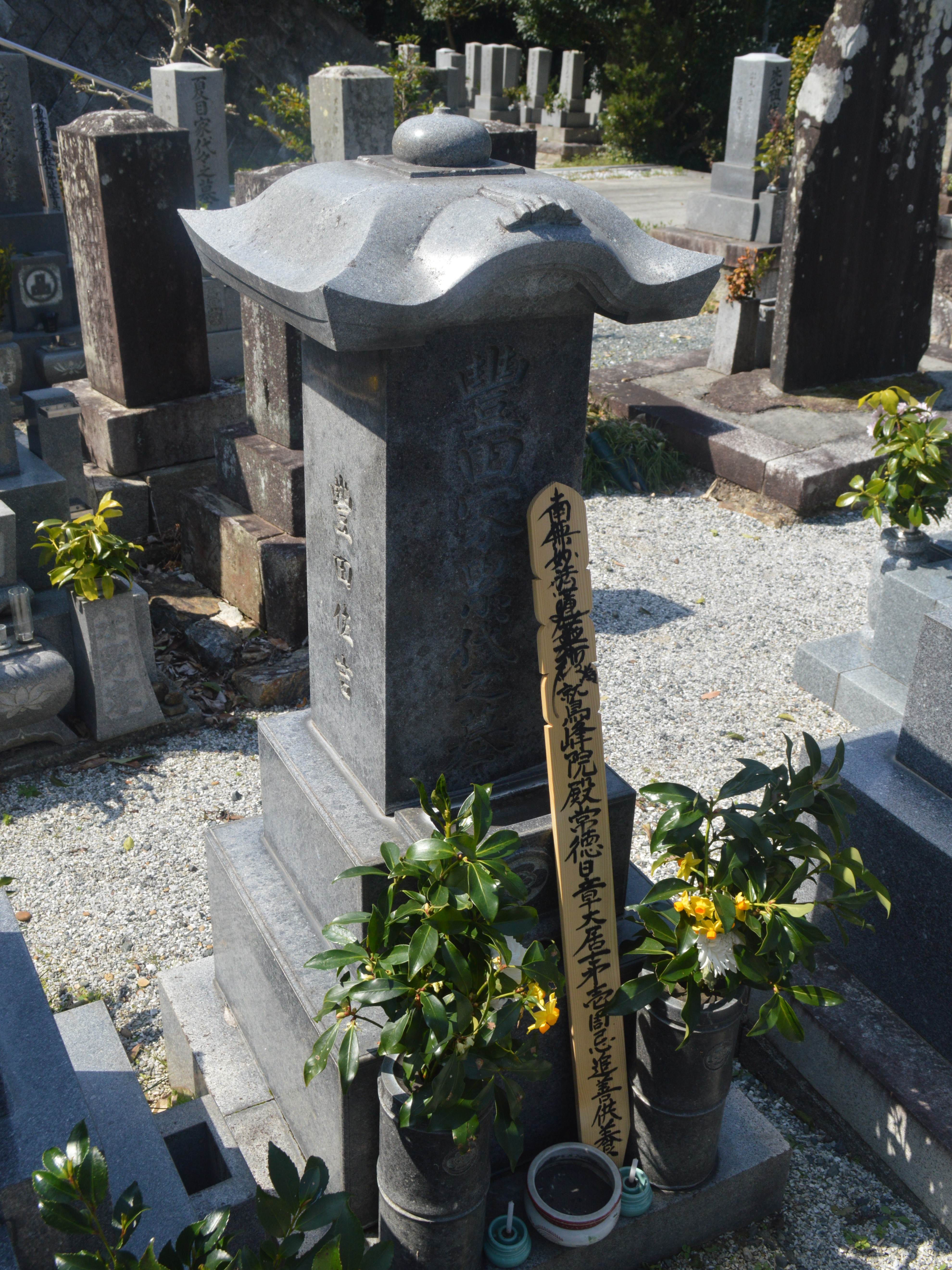
豊田佐吉が新調した豊田家の墓

トヨタグループで知られる豊田家は妙立寺の檀家である。1902年（明治35年）9月4日に暴風雨で本堂が被害を受けた際、大工だった豊田伊吉が営繕係となって修理に尽力し、伊吉は妙立寺の山主から功労を表彰された。また、同年に客殿が焼失した際、伊吉が再建委員となって再建に尽力し、やはり伊吉は功労を表彰された。豊田は1919年（大正8年）1月10日に妙立寺の基本金5000円を寄付、同日に正住坊に500円を寄付、1920年（大正9年）3月に本堂改築費として1500円を寄付するなどしている。
このように伊吉は篤い信仰心を有しており、息子の豊田佐吉にも信仰心が伝わったとされる。1924年（大正13年）、佐吉は無停止杼換式豊田自動織機（G型）を完成させているが、1925年（大正14年）3月、佐吉は妙立寺にある豊田家の墓石を新調した。1930年（昭和5年）11月4日、名古屋市の新栄町教化会館で行われた佐吉の告別式においては、顕本法華宗管長の本多日生らに加えて妙立寺の岡本圓正も参列した。
妙立寺の住職は豊田家に対して掛け軸「百忍千鍛事遂全」（ひゃくにんせんたん ことついにまっとうす）を贈っており、この掛け軸は豊田佐吉記念館の床の間に飾られている。1967年（昭和42年）から豊田家は豊田佐吉翁記念奨学金を運営しており、湖西市出身の奨学生は妙立寺にある豊田家の墓参りなども行っている。

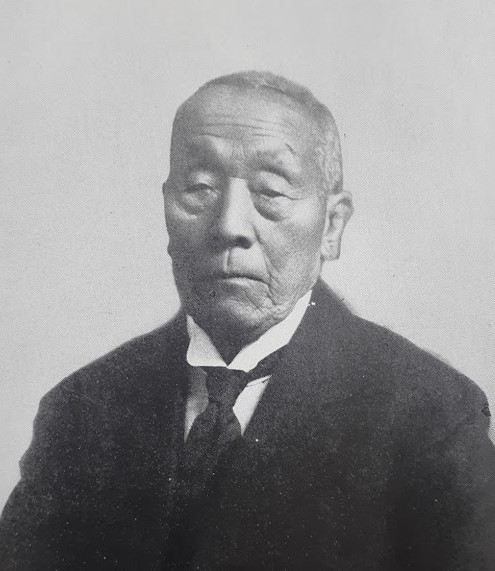
豊田伊吉
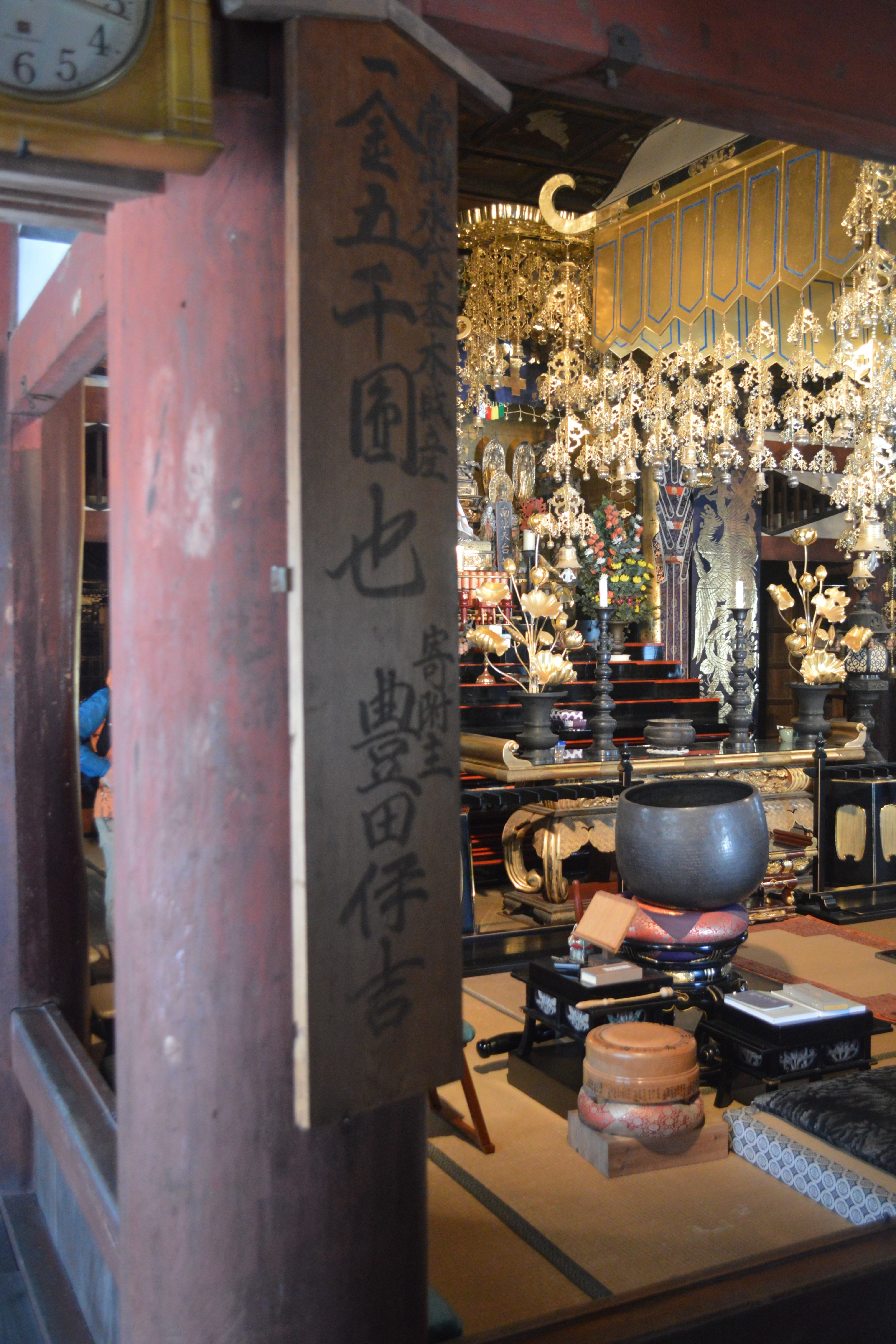
伊吉による寄付を示す木札

## 交通アクセス
- 鷲津駅南口よりコーちゃんバス　新所原駅南口行き　に乗車し、川尻口下車徒歩7分
- 新所原駅南口よりコーちゃんバス　鷲津駅南口行き　に乗車し、川尻口下車徒歩7分